# Κ
Κ, κ（カッパ、ギリシア語: κάππα、英語: kappa）は、ギリシア文字の第10字母。数価は20。音価は/k/。また、現代語ではγκは語頭で/g/、語中で/ŋg/と発音される。
ラテン文字のK、キリル文字のК, Ќはこの文字に由来する。ロマンス諸語では「K」の文字を外来語にしか使わないため、イタリア語などではギリシア語名で「カッパ」と呼んでいる。
ラテン文字への転写はk。ただしギリシャ語からラテン語に借入された語ではcとつづる。また、ギリシャ語に由来する造語では時と場合によりkまたはcとつづる。

## 起源
フェニキア文字 𐤊 （カフ）に由来する。

## 記号としての用法
- 大文字の「Κ」は
  - 宇宙科学研究所（現在はJAXAに統合）のカッパロケット。
  - スポーツ用品のブランドのKappa（カッパ）。
- 小文字の「κ」は
  - 数学では曲率などに用いられる。
  - 集合論ではλ、μなどとともに基数をあらわすため使われる。
  - 熱力学では比熱比に用いられる。

## 符号位置
| 大文字 | Unicode | JIS X 0213 | 文字参照               | 小文字 | Unicode | JIS X 0213 | 文字参照               | 備考 |
| ------ | ------- | ---------- | ---------------------- | ------ | ------- | ---------- | ---------------------- | ---- |
| Κ      | U+039A  | 1-6-10     | &Kappa; &#x39A; &#922; | κ      | U+03BA  | 1-6-42     | &kappa; &#x3BA; &#954; |      |